# Arrimal e Mendiga
Arrimal e Mendiga (llamada oficialmente União das Freguesias de Arrimal e Mendiga) es una freguesia portuguesa del municipio de Porto de Mós, distrito de Leiría.

## Historia
Fue creada el 28 de enero de 2013 en aplicación de una resolución de la Asamblea de la República de Portugal promulgada el 16 de enero de 2013 con la unión de las freguesias de Arrimal y Mendiga, pasando su sede a estar situada en la antigua freguesia de Mendiga.

## Demografía
| Gráfica de evolución demográfica de Arrimal e Mendiga entre 2011 y 2021 |
|                                                                         |
| Datos según el nomenclátor publicado por el INE portugués.              |